# 바이킹 시대
바이킹 시대(영어: Viking Age)는 유럽사의 시기 중 하나이며(793년–1066년), 특히 게르만족의 철기 시대 이후 북유럽과 스칸디나비아의 역사에 해당하는 시기이다. 이 시기는 스칸디나비아의 노르드인들이 교역, 약탈, 식민지화, 정복을 위해서 바다와 강을 건너 유럽을 탐험한 때이다. 이 당시 노르드인들은 그린란드, 뉴펀들랜드, 오늘날 페로 제도, 아이슬란드, 노르웨이, 스웨덴, 노르망디, 스코틀랜드, 잉글랜드, 웨일스, 아일랜드, 맨섬, 네덜란드, 독일, 우크라이나, 러시아, 벨라루스, 터키, 이탈리아 등에 정착했다.
바이킹 탐험가들과 개척가들은 과거 많은 곳에서 잔혹한 약탈자로서의 모습을 보였다. 많은 역사적 사료들은 바이킹들의 다른 지역 침략이 기독교 선교 활동이 이들 부족들의 영토를 칩입한 것과, 남쪽에서 샤를마뉴와 그의 일족들이 벌인 색슨 전쟁에 대한 보복 또는 인구 과다, 불공정한 교역, 농지 부족으로 촉발된 것임을 암시한다.
바이킹 시대에 대한 정보는 바이킹들을 적으로 대한 이들이 기록한 것과 아이슬란드 사가 같은 2차 사료로 보충된 고고학적 1차 자료에서 온 것들이다.

## 역사적 맥락
잉글랜드에선, 잉글랜드 북동쪽 노섬벌랜드의 해안가 섬에 있던 학문의 중심지인 린디스판의 수도원을 파괴한, 793년 6월 8일의 바이킹 공격을 바이킹 시대의 시작으로 본다. 수도사들은 수도원에서 살해당했고, 물에 빠져 죽도록 바다에 던져지거나, 교회의 보물들과 같이 노예로 끌려갔으며, 이 사태는 전통적인 (확인되지는 않았지만) 기도문이 생기게 했다.—A furore Normannorum libera nos, Domine, "주여, 저희를 노르드인들의 분노에서 구해주소서." 세 척의 바이킹 배들이 4년 전에 웨이마우스만에 도착했었으나 (그럼에도 필기 상의 문제로 인해, 《앵글로색슨 연대기》는 이 사건을 789년이라기보다는 787년이라 한다.), 이때는 약탈보다는 길을 잘못든 무역 목적이었을 것이다. 그러나 린디스판은 달랐다. 노섬브리아의 홀리 아일랜드에 대한 바이킹들의 파괴는 노섬브리아의 학자 요크의 알쿠인에게 다음과 같이 기록되었다: "이 이전에 브리튼섬에서 이런 두려움이 나타난 적은 결코 없었다". 바이킹들은 적들에게 전반적으로 폭력적이고 피에 굶주린 존재들로 표현되었다. 중세 잉글랜드 연대기에서, 이들은 "양들 속에 늑대"라 묘사됐다.
영국에서 많은 반-바이킹적 이미지에 대한 첫 변화는 17세기에 일어났다. 바이킹 시대에 대한 선구적인 학술 작업들은 영국 내 소규모 독자층에 도달했다. 언어학자들은 지방의 이디엄 및 속담에 대한 바이킹 시대 기원들에 대해 추적했다. 고대 노르드어의 새로운 사전들은 더 많은 빅토리아 시대 사람들이 아이슬란드 사가를 읽는 게 가능토록 했다.
스칸디나비아에선, 17세기에 덴마크 학자 토마스 Bartholin과 Ole Worm, 스웨덴 학자 올라우스 루드베크가 룬문자 비문과 아이슬란드 사가를 역사자료로서 1차 사료로 처음으로 사용한 이들이다. 계몽 시대와 노르딕 르네상스 시기에, 아이슬란드계-노르웨이인 소르모뒤스 토르파이위스, 덴마크계-노르웨이인 루드비 홀베르, 스웨덴인 올로프 본 달린 같은 역사가들이 역사적 학문에 대한 좀 더 "합리적"이고 "현실적"인 접근을 발전시켰다.
18세기 후반쯤에, 아이슬란드 사가는 여전히 중요한 사료로 쓰인 한편, 바이킹 시대는 북유럽 국가들의 역사에서 야만적이고 비문명적인 시기라고 다시 여겨지게 됐다.
스칸디나비아 지역 이외 학자들은 이들의 예술성, 기술적 능력, 항해술을 인정하면서, 1890년대가 되어서야 바이킹들의 업적을 광범히 하게 재평가하기 시작했다.
최근까지, 바이킹 시대의 역사는 아이슬란드 사가들, 삭소 그라마티쿠스가 쓴 데인족의 역사, 키예프 루스의 《원초 연대기》, Cogad Gáedel re Gallaib에 대부분을 근거로 했었다. 오늘날에 대부분의 학자들은 이 서적들을 사료로서 글자 그대로 받아들이지 않고 구체적인 고고학 발견물, 화폐학 및 다른 과학적 학문과 방법들에 좀 더 의존한다.

## 역사적 배경

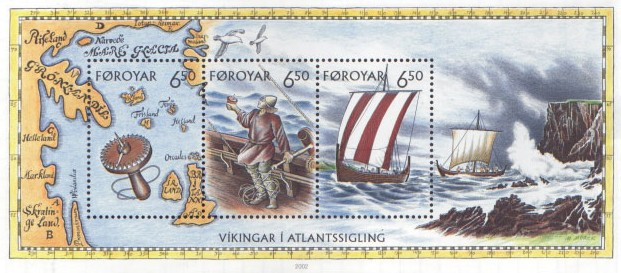
북대서양을 항해하는 바이킹

동서유럽을 침입한 바이킹들은 오늘날 덴마크, 노르웨이, 스웨덴 등 지역 출신들이다. 이들은 페로 제도, 아일랜드, 아이슬란드, 스코클랜드의 외곽 지역  (갈리브 주, 헤브리디스 제도, 북방 군도), 그린란드, 캐나다 등지에서도 정착했다.
이들의 북게르만어군, 고대 노르드어는 현재 스칸디나비아어군의 토대가 되었다. 801년쯤, 강력한 중앙 정권이 유틀란트에서 설립됐고, 데인인들은 자신들이 차지하고 무역, 약탈할 만한 땅들을 찾기 시작했다.
노르웨이에서는, 산악 지형과 피요르드가 강력한 자연 경계를 형성했다. 노르웨이 지역 사회는 덴마크 저지대와는 달리 각자가 독립 상태였다. 800년경에 노르웨이에는 30개의 작은 왕국들이 존재했다.
바다는 노르웨이의 군소 왕국들과 외부 세계 사이를 소통하는 가장 쉬운 방법이었다. 8세기에, 스칸디나비아인들은 군선을 건조하기 시작했고 약탈 목적의 항해에 군선들을 투입했고, 바이킹의 시대가 시작됐다. 북해의 배회자들은 무역가이자, 개척자, 탐험가 및 약탈자들이었다.

## 노르드인의 팽창 추정 원인
바이킹들의 침략 원인에 대해 많은 가설들이 있으며, 다른 세계를 찾으려는 의지가 큰 역할을 했을 것이다. 그 당시에, 잉글랜드, 웨일스, 그리고 아일랜드는 내부 혼란 속에서 많고 다양한 서로 전쟁 중인 왕국들로 분리되어 있어서 공격에 취약했고, 반면에 프랑크인들은 방어가 잘 되어 있었다. 특히나 스칸디나비아산맥 인근은 인구 과잉이 영향을 미쳤을 수도 있다 (인구 과잉에 대한 이 이론은 논란에 있음). 철의 사용 같은 기술적 진보나, 선택적인 여아 살해로 인한 여성 부족이 영향을 주기도 했다. 스칸디나비아 남부 지역에 대한 프랑크인들의 확장과 바이킹들에 대한 잦은 공격으로 인한 긴장이 바이킹들의 약탈에 역할을 했을 수도 있다. 노르웨이의 하랄 1세 ("미발의 하랄드")는 이 시기에 노르웨이를 통일했고 많은 이들을 이주시켰다. 이 결과로, 이들은 하랄드에 맞서 반격을 가할 새로운 거처를 찾고자 했다.
바이킹들은 겨울이 지나면 작물들을 키웠고 바다에 얼음이 녹자마자 곧 약탈을 하러 가, 그 뒤에 추수를 하기 위해서 약탈품과 함께 집으로 돌아왔을 것이다.

8세기와 11세기 간 유럽에서 바이킹들의 확장 : 노란색은 부분적이긴 하지만 바이킹들의 후예인 노르만인 등의 확장과 일치한다.

학자들 사이에 논쟁은 8세기에서 11세기에 걸쳐서 왜 스칸디나비아인들이 확장을 하기 시작했는가이다.
인구 가설이 가설은 스칸디나비아인들이 바이킹 시대가 열리기 바로 직전에 인구 증가를 경험했다고 주장한다. 스칸디나비아의 농업 생산 능력은 증가하고 있는 인구를 부앙하기에는 충분하지 못 했다. 따라서, 많은 스칸디나비아인들은 자신들이 재산이나 지위가 없다는 것을 알게 된다. 이 문제를 해결하기 위해서, 땅이 없던 이들은 물질적 부를 얻기 위해 해적 행위를 했다. 스칸디나비아 인구는 계속해서 증가했고, 스칸디나비아 해적들은 발트해 경계 저 멀리 너머를 보았고, 마침내 유럽을 보게 되었다.
경제 가설경제 가설은 바이킹 시대가 도시화 증가와 유럽 본토를 통한 무역 증가의 결과라고 말한다. 이슬람 세계가 커져감에 따라, 이슬람의 무역로도 커졌고, 무력로와 같이 움직이는 이들의 부는 더욱 더 멀리 북쪽으로 밀렸다. 서유럽이서는, 앵글로색슨 잉글랜드의 윅 타운 (wich town) 같은 초기 도시 중심지가 "긴 8세기"라고 알려진 번영의 시기에 생겨나기 시작했다. 다른 유럽인들처럼, 스칸디나비아인들도 이 부유한 "도시" 중심지에 이끌렸고, 이 중심지는 곧 바이킹들의 잦은 약탈 대상이 되었다. 거대하고 부유한 무역망을 향한 스칸디나비아인들의 접촉은 서유럽, 그리고 곧 나머지 유럽과 중동의 일부로 바이킹들을 불러들였다. 잉글랜드에선, 쿠에르데일 비축물과 요크의 베일 비축물 같은 바이킹 은제 비축물들이 이 현상에 대한 좋은 예를 보여준다.
이데올로기 가설바이킹 시대는 중세 온난기 (800–1300)와 일치하고 소빙기 (대략 1250–1850)가 시작과 끝났다. 린디스판 (Lindisfarne) 약탈과 함께 시작된 바이킹 시대는 또한 샤를마뉴의 색슨 전쟁, 또는 작센 지역의 이교도들과 기독교인의 전쟁 시기와 일치한다. 역사가 루돌프 지메크와 브뤼노 뒤메질 (Bruno Dumézil)은 바이킹들의 공격이 전통 신앙을 가진 이들을 향한 기독교 전파의 대응일지 모른다는 가설을 세웠다. 루돌프 지메크 교수는 "초창기 바이킹 활동이 샤를마뉴 통치기에 일어난 것이 우연의 일치가 아니다"라고 믿었다. 스칸디나비아에서 기독교의 침투로 인한, 심각한 분열이 거의 한 세기 간 노르웨이를 갈라놓았다.
정치 가설정치 가설을 구성하는 주요 요소 절반은 외부의 “끌어들이는" 요소로, 영국과 서유럽의 취약한 정치 구조가 바이킹 약탈자들에게 매력적인 목표로 만들게 했다는 것이다. 이들의 취약함에 대한 이유는 다양하지만, 보통 분권화된  정치 또는 종교 시설들로 요약 될 수 있다. 이에 대한 결과로, 바이킹 약탈자들은 이 지역에서 약탈한 다음에 철수하는 것이 쉽다는 것을 알게되었고, 그래서 이들은 자주 약탈을 했다. 두 번째는 내부의 "밀어내는" 요소이며, 이 요소는 바이킹 시대 바로 직전에, 스칸디나비아가 오늘날 덴마크, 스웨덴, 특히 노르웨이 등에서 대규모 중앙 집권화를 겪던 시기에서 동시에 발생했다. 이 중앙 집권화는 수백 명의 족장들을 그들의 땅에서 내쫒았고, 이 땅들은 나타나기 시작한 왕과 왕족들에게 서서히 집어삼켜졌다. 따라서, 많은 족장들은 다른 곳으로 피난하려 했고, 대영 제도와 서유럽의 해안을 약탈하기 시작했다.
기술 가설이 가설은 바이킹들이 약탈을 가게 끔 기술적 혁신이 바이킹 시대에 일어났기 때문이라 주장한다. 바이킹 시대 이전에도 발트 해에서 해적이 존재했다는 것은 의심의 여지가 없지만, 항해 기술과 능력 발전이 초창기 바이킹 약탈자들이 더 멀리에 있는 곳을 공격할 수 있게 해주었다. 이 발전 중에는 대형 돛 사용, 태킹 기술, 24시간 항해 등이 포함된다.
이 가설들은 바이킹 시대의 원인이라고 알려진 것들의 거의 대부분을 이루고 있다. 아마도, 이 시대의 시작은 앞에서 언급한 가설들의 일부가 합해진 결과일 것이다.

## 역사적 개요

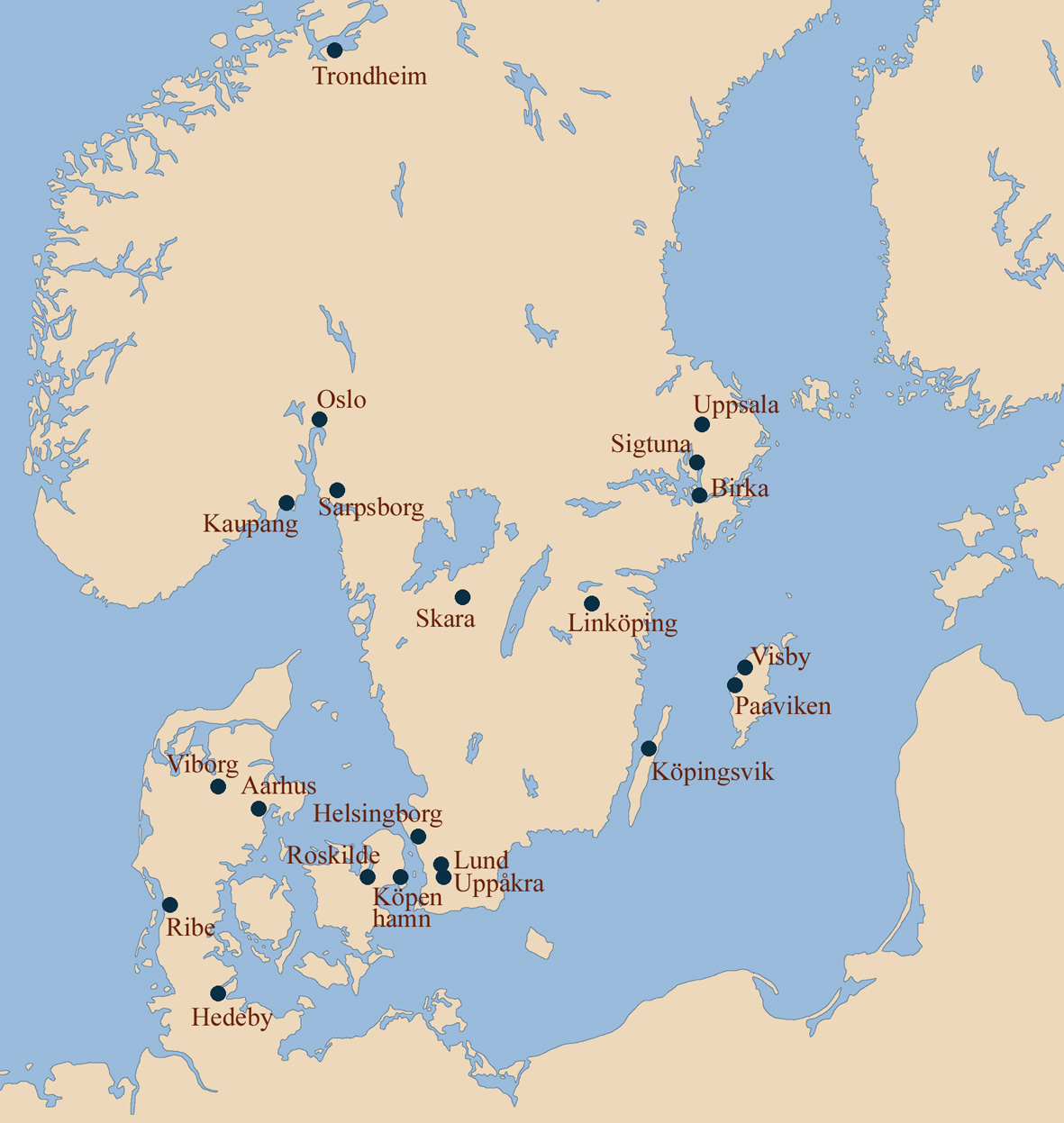
바이킹 시대 스칸디나비아의 도시

바이킹의 약탈이 문헌상에 처음으로 기록된 것은 789년으로, 앵글로색슨 연대기에 따르면 데인족 집단이 잉글랜드 도싯의 포틀랜드섬을 방문했다고 한다 (해당 기록에는 787년이라고 잘못 기록되었다.). 왕실 관리들은 데인족들을 상인들로 오해했었다. 왕실 영지에 이들의 상품에 대한 교역세를 지불하라는 요청을 받자, 이들은 관리를 살해했다. 브리튼 제도의 바이킹 시대의 시작은 종종 793년이라 설정된다. 앵글로색슨 연대기에는 노르드인들이 린디스판의 중요한 섬 수도원을 약탈했다고 기록되었다 (통상적으로 받아들여지는 시기는 1월이 아닌, 실제로는 6월 8일이다.):
서기 793년. 이 해는 노섬브리아인들의 땅에 하늘을 가로지르는 빛줄기, 회오리바람, 창공을 날아다니는 사나운 용 등의 끔직한 전운이 다가와, 그곳의 사람들을 몹시 겁을 주었다. 이 무시무시한 징조들은 곧 엄청난 기근이 뒤를 이었고, 머지 않아, 같은 해 1월의 중간 날짜가 오기 6일 전 째에, 이교도들의 참혹한 침입은 강간과 살육을 통해 신성한 섬(린디스판)의 신의 교회에 통탄스러운 재앙을 일으켰다. — 앵글로색슨 연대기.

얼스터 연대기에 따르면, 794년에 심각한 공격이 린디스판 교회의 본청인 아이오나섬에서 발생했고, 이에 뒤이어 795년에 아일랜드섬 북부 해안에서 약탈이 일어났다. 그곳을 근거지로, 노르드인들은 802년에 아이오나섬을 다시 침입하여, 켈리데 공동체 교우들을 대량으로 학살하고, 수도원을 불태웠다.

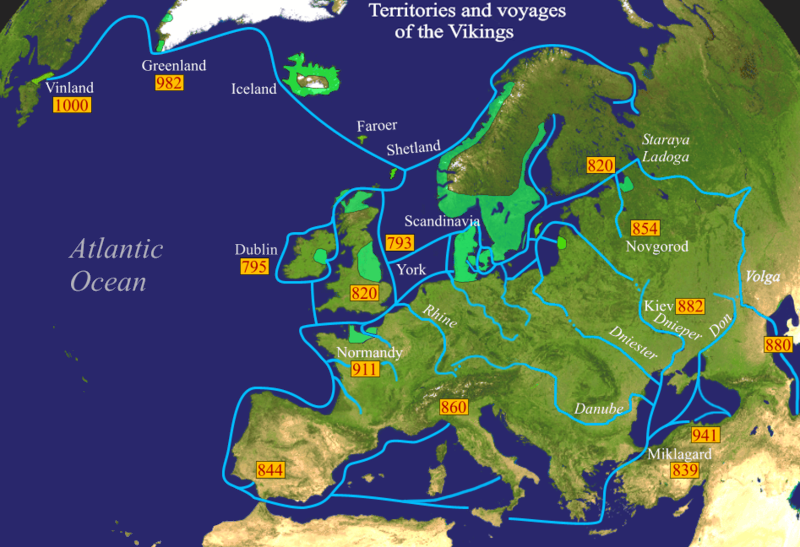
바이킹의 팽창 (푸른 선): 유럽의 대부분, 지중해, 북아프리카, 소아시아, 북극, 북아메리카 등 모든 곳에 대한 바이킹들의 여정 묘사. ″911년의 바이킹 영토″로 표시된, 바스노르망디는 프랑크족의 왕이 911년에 롤로에게 수여한 영토의 일부가 아니며, 오트노르망디가 수여받은 땅이다.

샤를마뉴 치하의 프랑크인들의 왕국은 피해 없이 센강을 거슬러 오를 수 있었던 바이킹 약탈자들에게 특히나 타격을 받았다. 샤를마뉴 재위 말 근처 (그리고 그의 아들들 및 손자들의 재위 내내)에, 일련의 노르드인들의 약탈이 시작되어, 노르망디라 알려진 지역에 대한 점진적인 정복 및 정착으로 절정에 이르렀다.
스칸디나비아인들이 사용한, 클링커 방식으로 지어진 롱십은 독특하게 깊은 물과 얕은 물 둘다에 적합했다. 롱십은 북서유럽의 해안가 및 주요 강가 유역을 따르는 노르드 약탈자, 교역자, 정착자 들의 활동 범위를 늘려주었다. 또한 류리크는 동쪽으로 확장하여, 859년에는 정복 혹은 볼호프강의 노브고로드 (새로운 도시를 의미)의 사람들의 초청으로 지배자가 되었다. 그의 후손들은 더욱 이동해, 키예프를 수도로 하는, 초기 동슬라브족들의 국가 키예프 루스를 세웠다. 키예프 루스는 몽골의 키예프 루스 침입이 일어난 1240년까지 지속되었다.
다른 노르드인들은 흑해까지, 그 뒤에는 콘스탄티노플까지 남하하였다. 바이킹의 배들이 얕은 물에 좌초하게 된다면, 바이킹들은 배들을 자기들쪽으로 돌려 얕은 물을 가로 질러 깊은 물로 배를 끌었다고 한다. 이 ‘바랑기아인’들의 동방 접촉은 홍해에서 비잔틴 실크와 개오지 조개껍질을, 심지어는 사마르칸트의 주화들을 바이킹 치하의 요크로 들여왔다.
884년에 덴마크 바이킹들의 병력이 독일 북해 해안에서 벌어진 노르디티 전투에서 브레멘 함부르크의 대주교 림버트가 이끄는 프리슬란트인 군대에 패배하였는데, 이 패배는 동프리시아에서 바이킹들의 완전하고 영구적인 철수를 일으켰다.
911년에, 프랑스의 왕 단순왕 샤를은 노르웨이 혹은 덴마크 출신인지 논쟁이 있는 바이킹 군벌인 롤로와 조약을 맺을 수 있었다. 샤를은 롤로에게 공작 작위를 수여했고 그의 수행원들과 그에게 노르망디의 소유권을 부여하였다. 이에 대한 답례로, 롤로는 샤를에게 충성 서약을 했고, 기독교로 개종했으며, 다른 바이킹 집단의 침입으로부터 북부 프랑스를 방어하는 일을 맡았다. 몇 세대가 흘러선, 이 바이킹 정착자들의 노르만 후손들은 자신들을 노르만인이라고 인식할 뿐만 아니라 노르만어 (게르만족어군의 영향을 받은 로망스어군)와 노르만 문화를 1066년에 잉글랜드로 가져갔다. 노르만인의 정복으로, 이들은 앵글로색슨 잉글랜드의 지배 귀족 계층이 되었다.
스칸디나비아에서, 바이킹 시대는 스칸디나비아 국가들에서 왕의 권위 성립과 지배 종교로서 기독교의 정착으로 종결되었다고 여겨진다. 그 시기는 보통 스칸디나비아 세 국가 모두 11세기 초 어느 시점이라 한다. 노르웨이의 바이킹 시대 종결은 1030년의 스티클레스타드 전투으로 확정되었다. 비록 올라프르 하랄드손 (이후의 ‘성왕 올라프’라고 알려짐)의 군대가 전투에서 패했지만, 그가 죽은 뒤 초자연적인 징조들에 대한 소문들의 힘에 부분적으로 힘입어, 기독교가 전파되었다. 노르웨이인들은 더 이상 바이킹들이라 불리지 않게 되었다. 스웨덴에서는 올로프 솃코눙 왕의 재위 때(995년경–1020년) 가 바이킹 시대에서 중세 시대로의 전환기라고 여겨지는데, 그가 최초의 기독교도 스웨덴인의 왕이었고, 오늘날 스웨덴 남부와 중부에서 커져가던 기독교의 영향력과 그가 관련되어 있기 때문이다. 노르드인들의 전통 신앙은 12세기까지 지속되었다. 기독교를 수용한 스칸디나비아의 마지막 왕 올로프는 바이킹 시대의 완전한 종결을 확정지었다.
바이킹 시대의 종식은 잉글랜드에선 노르웨이 왕 하랄 3세 (Haraldr Harðráði)가 침입을 실패한 것을 전통적으로 여기며, 하랄드르는 1066년 스탬퍼드 전투에서 색슨족 왕 해럴드 고드윈슨에게 패했다. 아일랜드에선 1171년에 스트롱보우와 그의 아일랜드-노르만군이 더블린을 점령했을 때, 스코틀랜드에선 1263년에 알렉산더 3세의 군대가 라그스 전투에서 호콘 호코나르손을 패퇴시킬 때였다. 고드윈슨은 그 후에 대략 한 달 여만에 또 다른 바이킹 후손 노르망디 공작 윌리엄에게 패하고 만다. 스코틀랜드는 현재의 상태를 13-15세기 기간에 노르드인들한테 영토를 회복할 때 형성된 것이며, 서부 지역 군도들과 맨섬은 1266년 때까지 스칸디나비아의 세력 하에 있었다. 오크니 제도와 셰틀랜드 제도는 1469년만큼이나 늦은 시기까지 노르웨이 왕의 영토에 속했다.

## 북서유럽

### 잉글랜드

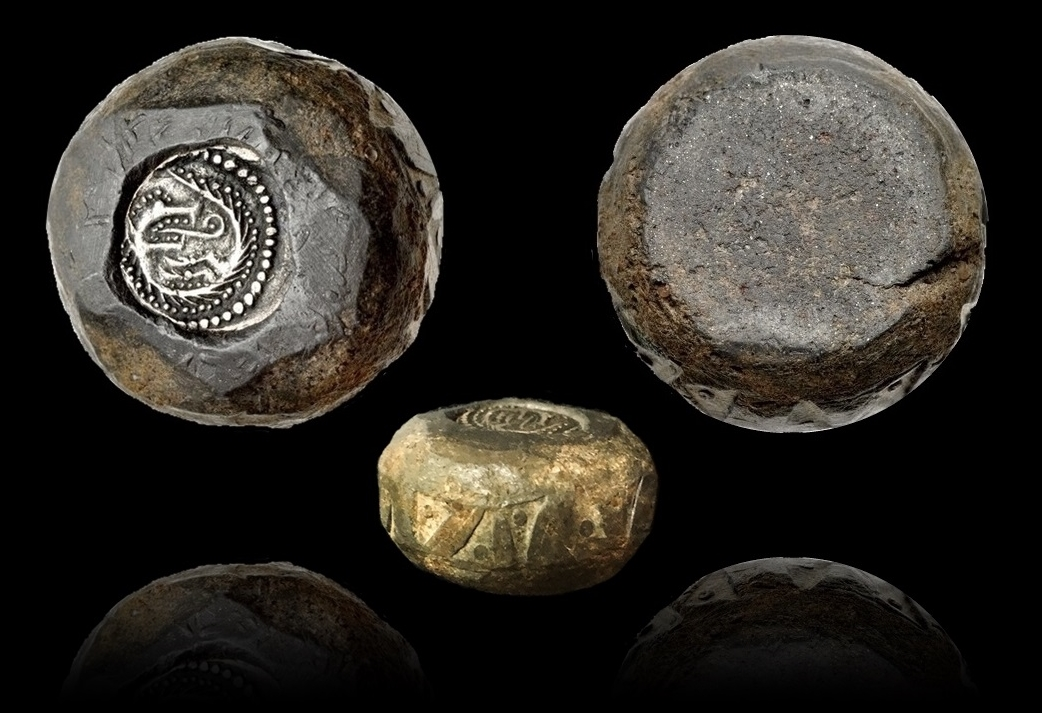
금은괴, 은 조각을 교역하는 데 사용된, 앵글로색슨 바이킹의 주화 중량계 (coin weight). 구성 성분은 납이고 중량은 평균 36 g이다. 720–750년의 것으로 거슬러 올라가는 앵글로색슨의 새앗(Series K type 32a)이 새겨져 있고 켄트에서 만들어졌다. 삼각형 패턴이 가장자리를 두르고 있다. 기원은 데인로 지역이고 870–930년의 것이다.

앵글로색슨 연대기에 따르면, 바이킹 침략자들이 793년에 잉글랜드를 침입하여 성 쿠트버트의 성물을 소장하던 린디스판의 수도원을 약탈하였고, 수도사들을 살해했으며 귀중품들을 차지하였다고 한다. 이 약탈이 "바이킹 시대"의 시작을 구분한다. 거대하지만 산발적인 폭력 사태가 잉글랜드의 북부와 동부 해안가에서 계속되었고, 잉글랜드 해안 지대를 가로지르는 소규모의 약탈이 계속되었다. 초기 약탈하러 온 집단은 작았지만, 많은 계획들이 관련되어 있다고 믿어진다. 바이킹들은 아일랜드에서 떨어진 섬에서 기다리며, 일반적으로 여름보다는 840–841년의 겨울 기간에 약탈을 했다. 850년에 이들은 켄트주에 있는 테닛섬에서, 처음으로 잉글랜드에서 겨울을 쇠었다. 854년에는 약탈 무리가 템스강 어귀의 셰피섬에서, 잉글랜드 두 번째 겨울을 보냈다. 864년에는 다시 겨울을 쇠러 테닛섬으로 돌아왔다.
다음 해에 무골의 이바르 (할프단, 웁바)가 이끌었고, 또한 또다른 바이킹 구스룸이 이끌기도 했던, 이교도 대군세가 이스트앵글리아에 도착했다. 이들은 잉글랜드를 가로질러 노섬브리아로 항하여 요크를 점령하고, 요르비크에 바이킹 공동체를 구축했는데, 이곳에 이들 일부가 농부와 수공업자로 정착했다. 혼란 중에 있던 잉글랜드 왕국들의 대다수는 바이킹들에 맞설 수가 없었다. 867년에, 노섬브리아는 라그나르손(라그나르의 아들들) 형제들에게 정복된 뒤에, 형성된 데인로의 북부 왕국이 되었고, 형제는 이 북부 왕국에 잉글랜드인 에크버트를 허수아비 왕으로 세웠다. 870년쯤에, 바그세크라는 바이킹 지도자와 그의 다섯 야를들이 이끄는 "여름 대군세"가 잉글랜드에 도착했다. 이교도 대군세 (요르비크에 있는 근거지로, 이들은 이미 잉글랜드의 대부분을 황폐화했다.), 바그세크의 군대, 그리고 할프단의 군대 (동맹을 맺음)로 조성된, 바이킹 연합군은 웨식스 침입을 계획한 871년까지 잉글랜드의 대부분을 공격했다. 871년에 1월 8일, 바그세크가 애시다운 전투에서 그의 야를들과 나란히 전사하였다. 이 결과로, 바이킹들의 많은 이들이 요르비크가 바이킹 문화의 중심지가 되었던, 잉글랜드 북부로 돌아갔으나, 웨식스의 앨프레드가 그의 왕국에서 이들을 가까스로 몰아내었다. 앨프레드와 그의 후임자들은 바이킹의 국경을 계곡해서 밀어냈고 요크를 점령했다. 새로운 바이킹의 물결이 피도끼 에리크가 요크를 점령한 947년에 잉글랜드에 나타났다.
1003년에, 덴마크의 왕 스웨인 포크비어드는 잉글랜드에 대한 수 차례의 침입을 벌였고, 1013년에 스웨인이 잉글랜드의 왕으로 즉위한, 대규모의 침입으로 절정에 이르렀다. 스웨인은 이 시기에 덴마크, 그리고 노르웨이의 일부의 왕이었다. 잉글랜드의 왕위는 1014년에 스웨인의 죽음 이후 웨식스의 철벽의 에드먼드에게 넘어갔다. 스웨인의 아들인 크누트 대왕은 정복을 통해 1016년에 잉글랜드의 왕위를 차지하였다.  크누트 대왕이 1035년에 사망했을 때, 그는 덴마크, 잉글랜드, 노르웨이, 그리고 스웨덴의 일부의 왕이었다. 토끼발 해럴드가 크누트 사망 후 잉글랜드의 왕이 되었고, 바이킹의 잉글랜드 지배가 종료되었다.
바이킹의 존재감은 1066년까지 감소하였는데, 이때 이들은 스탬퍼드 브리지에서 잉글랜드인에게 최후의 전투에서 패했다. 노르웨이의 하랄 하르드라다 왕의 전사는 크누트의 북해 제국 부활이라는 일말의 희망도 없애버렸으며, 이 때문에 노르만의 정복보다, 1066년을 바이킹 시대의 종료라고 보통 받아들여진다. 19일 뒤에, 대부분이 노르드인들의 부계쪽 후손들인 노르만 귀족들로 이뤄지고 이끌었던, 대규모 병력이 잉글랜드를 침입했고 헤이스팅스 전투에서, 약해진 잉글랜드 군대를 패배시켰다. 노르만군은 노르만 귀족들과 성직자 단체들에서 자신들과 함께 하기 위해 외부인들을 불러들였다.
1152년에, 노르웨이의 외위스테인 2세는 잉글랜드의 동부 해안에 대한 약탈 공격을 실시하였다.

### 아일랜드

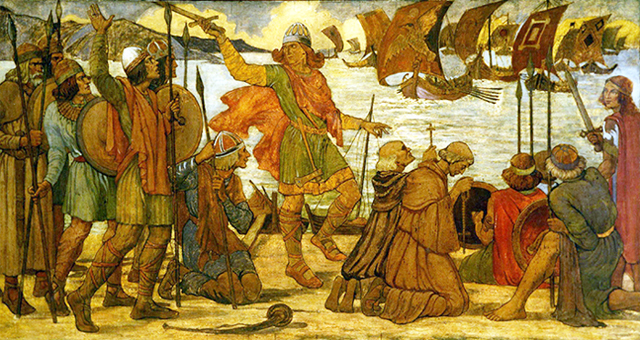
"바이킹 함대의 상륙을 막는 아일랜드인들", 더블린 시청의 그림 (제임스 워드작, 1914년경).

795년에, 소규모 바이킹 무리들이 게일 아일랜드 해안가를 따라 있는 수도원 거점들을 약하기 시작했다. 얼스터 연대기는 821년에 바이킹들이 호스를 약탈하고 "수 많은 여성들을 포로로 데려갔다"라고 전한다. 840년부터 바이킹들은 아일랜드 해안가에 롱포트라는 요새화된 야영지들을 짓고 거기서 겨울을 보내기 시작했다. 최초의 롱포트들은 더블린과 Linn Duachaill에 있었다. 바이킹들의 규모는 커졌고 내륙 안쪽까지 침입하여, 아마, 클론먹노이즈, 글렌달로그, 켈즈, 킬데어 같은 커다란 수도원 거점들을 강타하였고, 또한 고대 무덤인 브루 너 보너를 약탈하기도 했다. 바이킹 족장 토르게스트는 845년에 말 세크날 1세에게 전사할 때까지 아일랜드섬 중부 지역 전체를 침입했다고 전해진다.
853년에, 바이킹 지도자 아믈리브 (올라프)가 최초의 더블린의 왕이 되었다. 그는 형제들인 이마르 (무골의 이바르로 추정) 그리고 오슬러와 같이 함께 더블린을 다스렸다. 이후 수 십 년에 걸쳐, 바이킹과 아일랜드인과 둡갈과 핑갈 (흑발 외국인과 금발 외국인)이라는 두 바이킹 집단 간 등의 꾸준한 전쟁이 있었다. 바이킹들은 자신들의 경쟁 상대에 대항하여 여러 아일랜드인 왕들과 일시적으로 동맹을 맺기도 하였다. 866년에, 아드 핀들리어흐는 아일랜드 북부에 있던 모든 바이킹들의 롱포트들을 불태워 냈는데, 바이킹들은 이 지역에 영구적인 거점들을 확보하지 못하였다. 바이킹들은 902년에 더블린에서 축출되었다.
914년에 바이킹들은 돌아왔고, 이때 이들을 이바르 가문이 이끌었다. 다음 8년 동안에 바이킹들은 아일랜드인들에게 결정적 승리들을 거뒀고, 더블린의 지배권을 회복했으며, 워터포드, 웩스포드, 코크, 리머릭 등의 거점들을 세웠는데, 이들은 최초의 아일랜드 대도시들이 되었다. 이 도시들은 중요한 무역 허브들이었고, 바이킹 지배하의 더블린은 서유럽 최대의 노예 교역항이었다.
이 바이킹 영토들은 아일랜드의 제각기 다른 소 왕국들이 되었다. 바이킹들은 아일랜드인과 통혼하고 아일랜드 문화 요소들을 받아들이며, 노르드게일인이 되었다. 시트리크 카흐, 고프라드 우어 이마르, 올라프 구드뢰다르손 등 일부 더블린의 바이킹 왕들은 군도 왕국 및 요크를 다스리기도 했다. 시그트뤼그 실키스케그는 "예술의 후원가이자, 교회의 자선가, 경제 분야 혁신자로", 더블린에 아일랜드 최초의 조폐국을 설립했다.
980년에, 말 세크날 막 돔날이 더블린의 바이킹들을 패배시키고 굴복시켜냈다. 이후 30년간에 걸쳐, 브리안 보루마는 바이킹 영역들을 제압했고 아일랜드의 지고왕에 올랐다. 더블린의 바이킹들은 렌스터와 같이 두 차례 그에 맞서 봉기했으나, 글렌마마 (999) , 클론타프 (1014) 등의 전투에서 패하고 말았다. 클론타프 전투 이후, 더블린 바이킹들은 "아일랜드의 강력한 왕들의 세력"에 더 이상 단독으로 위협을 줄 수 없었다. 브리안의 세력 성장 및 바이킹들과 투쟁에 관한 이야기는 Cogad Gáedel re Gallaib ("아일랜드인들과 외부인들의 전쟁")에 에 엮어졌다.

### 스코틀랜드
약간의 기록들만이 알려져 있지만, 바이킹들은 노섬브리아의 신성한 섬 린디스판을 약탈한 다음 해인 794년에 신성한 섬 아이오나섬을 침공하며 스코틀랜드에 대한 최초의 약탈을 한 것으로 생각된다.
839년에 대규모 바이킹 함대가 테이강과 언강을 통해 침입하여, 픽트 왕국의 심장부 포르트리우에 도달했다. 바이킹들은 전투에서 픽트족 귀족 계층의 많은 이들을 포함해, 픽트족의 왕 오가넌 막 옹구사, 그의 형제 브란, 달 리어타의 스코트족의 왕 아드 막 보안터을 패배시켰다. 픽트족 지도층이 무너짐에 따라, 옹구스 1세 막 페르구사 시대 이래 100년 이상 안정적이던 픽트족들의 정교한 왕국 역시도 무너져 내렸다 (스코트인과 픽트인의 왕으로서 키나드 1세 막 알핀의 즉위는 이 사건의 여파 덕분이었다.).
870년에는 클라이드만 인근 헨 오글레드의 브리튼족들이 바이킹들의 공격을 받았다. 알트클리트 ('클라이드 암벽'이라는 뜻으로, 브리튼족들의 왕국에 대한 환유어가 된 덤바튼 요새의 브리튼어 명칭)꼭대기에 있는 요새가 바이킹들의 왕인 아믈리브와 이마르에게 포위당하였다. 몇 달 뒤 식수 공급에 실패하며, 알트클리트 요새는 함락당한다. 바이킹들이 많은 수의 브리튼족, 픽트족, 잉글랜드즉 포로들을 아일랜드로 수송했다고 기록되었다. 이때 이 포로들 중에는 다음 해에 불명확한 상황 속에서 살해당한 아르스갈 압 더픈왈 왕을 포함한 알트클리트의 통치 가문이 포함되어 있을 수 있다. 알트클리트 함락은 스코틀랜드 역사에서 분수령이었다. 이후 재건된 왕국의 수도는 클라이드강을 따라 위쪽으로 거번 및 퍼틱 (현재 글래스고 내)에 인접한  20km 지점으로 옮겨졌고, 스트래스클라이드 왕국이라 알려졌으며, 150년간 주요 지역 강국 역할로 존속하였다.
오늘날 저지 스코틀랜드의 대부분을 구성하는 지역은 이전에 앵글로색슨계 국가인 노섬브리아 왕국의 최북단 영토였으며, 바이킹들의 노섬브리아 정복으로 이 영토는 해체되었다고 그 뒤에 이 지역들은 앵글로색슨족이나 잉글랜드가 다시 차지한 적은 없었다. 바이킹들의 약탈, 점령, 정복, 정착이라는 대격변과 압력은 오늘날의 스코틀랜드가 되는 과거의 적들 간에 동맹을 초래하였다. 그 후 300년 후에 바이킹들의 압력과 격동은 과거에 다투던 게일인, 픽트인, 브리튼인, 잉글랜드인 왕국들의 처음에는 알바 왕국으로, 최종적으로는 스코틀랜드 왕국으로 연합을 초래하였다. 스코틀랜드의 바이킹 시대는 그로부터 100년 뒤에 종결되었다. 스코틀랜드 바다와 섬들에서 노르드인 세력의 마지막 흔적은 200년이 더 흘러 완전히 청산되었다.

#### 오크니 백작령
9세기 중반 무렵, 노르드인들은 셰틀랜드제도와 오크니제도 (북쪽의 '노르드레위야르'), 헤브리디스제도와 맨섬, (남쪽의 '수드레위야르', 이 표현은 소도르섬과 맨섬 교구에 남아있음), 스코틀랜드 본토 일부에 정착했다. 노르드 정착자들은 헤브리디스 및 맨섬에서 그 지역 게일인들과 어느 정도 동화되었다 (노르드게일인). 이 지역들은 본래 배의 선장들, 즉 헤르시르들이었던 야를들의 지배를 받았다. 그럼에도 오크니 및 셰클랜드 백작은 이들의 우위에 있었다.
875년에, 미발왕 하랄은 노르웨이에서 함대를 이끌고 스코틀랜드로 갔다. 그는 노르웨이를 통일하는 과정에서, 자신에게 반대하던 이들이 스코틀랜드의 군도로 달아났다는 사실을 알게 되었다. 이곳에서 이들은 외부 세력들의 영토만을 약탈하는 것이 아니라 노르웨이를 직접 공격하기도 하였다. 하랄은 함대를 구성하여 반란군들을 제압할 수 있었고, 이 과정에서 독립적이던 야를들을 그의 지배하에 두었으며, 반란군의 많은 이들이 아이슬란드로 도망쳤다. 그는 노르웨이만을 지배하는 데 그치지 않고 스코틀랜드의 군도 지역 및 본토 영토 일부와 맨섬도 세력하에 두었다.

#### 군도의 왕
876년에, 맨섬과 헤브리디스섬의 노르드게일인들은 하랄에게 반기를 들었다. 케틸 뵤른손이 이끄는 함대가 반란을 제압하도록 파견되었다. 반란을 진압하는 데 성공을 거둔 케틸은 하랄의 봉신으로서 수드레위야르를 다스렸다. 케틸의 손자인 적발의 토르스테인 그리고 오크니 백작 전능한 시구르드는 스코틀랜드를 침입하여 이들이 전투에서 사망할 때까지 스코틀랜드의 거의 절반에서 공물을 받아낼 수 있었다. 케틸은 스스로 군도의 왕이라 선포하기에 이르렀으나, 결국엔 추방당하였고, 자신의 목에 걸린 포상금을 두려워하며 아이슬란드로 도망쳤다.
군도 왕국의 노르드게일인 왕들은 계속해서 반독립적으로 행동했고, 973년에는 스코틀랜드 및 스트래스클라이드 왕국의 왕들과 방위 조약을 맺었다. 1095년에 맨섬과 군도의 왕 고드레드 크로반이 노르웨이의 왕 맨발의 망누스에게 전사하였고, 망누스와 스코틀랜드의 왕 에드거은 강화 조약을 맺었다. 군도는 노르웨이의 지배하에 있게 되며, 스코틀랜드 본토 영토는 스코틀랜드에 넘겨진다는 조약이었다. 노르웨이의 왕은 명목상 계속해서 군도와 맨섬의 왕이었다. 하지만 1156년에 이 왕국은 둘로 쪼개졌다. 서쪽 지역 군도와 맨섬은 계속해서 ‘맨섬과 군도 왕국’이라 불린 반면에, 이너헤브리디스 제도는 '헤브리디스의 왕'이라 일컬어진 게일인 소머레드의 영향력하에 들었다. 그의 왕국은 후에 군도 영주령으로 발전한다.
에버딘셔 동부에선, 데인족들이 최소한 크루든만 인근 지역만큼 멀리 북쪽까지 침입하였다.
오크니의 백작들은 1196년까지 스코틀랜드 북부의 많은 곳들을 계속해서 다스리다가, 하랄드 마다드손이 본토에 있는 영토 때문에 스코트인의 왕 사자왕 윌리엄에게 충성을 맹세하는 데 동의하였다.
스코틀랜드에서 엄밀한 바이킹 시대의 종결은 보통 1266년이라 여겨진다. 1263년에 노르웨이의 왕 하콘 4세는 스카이섬에 대한 스코틀랜드의 원정에 보복으로서 노르웨이와 오크니의 함대를 이끌고 서부 해안가에 나타났다. 그의 함대는 맨섬의 왕 망누스와 헤브리디스의 왕 둡갈의 함대와 연합하고 있었다. 강화 협상이 실패하자, 그의 군대는 에어셔주 라그스 전투에서 스코트군과 맞딱뜨렸다. 이 전투는 승패가 명백하지 않지만, 노르드인들은 그 해에 그 이상의 공격을 할 수 없는 것이 확실하였다. 하콘은 오크니에서 겨울을 쇠다가 사망했고, 1266년 무렵에 그의 아들 법률개정자 망누스는 퍼스 조약을 통해 스코틀랜드 본토 모든 영토와 함께 맨섬과 군도 왕국을 알렉산더 3세에게 넘겼다.
오크니와 셰틀랜드는 1468년까지 노르웨이 지배하 자치적인 백작령으로서 계속해서 통치를 받았다가, 노르웨이 왕 크리스티안 1세가 스코틀랜드의 제임스 3세와 약혼한 그의 딸의 혼수 보증으로서 이 섬들을 내걸었다. 17세기와 18세기에 노르웨이의 셰틀랜드를 되찾으려는 시도가 이뤄졌지만 성공을 거두지 못 했고, 찰스 2세는 노르웨이의 저당인 이 두 섬을 ‘폐하의 영지 해체’에서 제외한다고 명시하며, 1669년 오크니 및 셰틀랜드 합병 법으로 왕령지로 승인하였고, 현재 이 지역들은 공식적으로 영국의 영토로 여겨진다.

### 웨일스
바이킹들의 웨일스 침입은 893년 포이스에서 벌어진 버팅턴 전투에서 완전히 격퇴당하였는데, 이때 머시아의 영주 애설레드가 이끄는 웨일스, 머시아 연합군이 데인족 부대를 무찔렀다.
웨일스는 잉글랜드 동부만큼 바이킹들에게 극심하게 식민화가 되지 않았다. 그럼에도 바이킹들은 해버퍼드웨스트 등의 웨일스 남부에 정착하였고, 스코클름, 스코머, 스완지 등의 지명들은 노르드인들의 정착에 대한 증거로서 남아 있다. 이런 상황에서도 바이킹들은 웨일스의 산악 왕국들을 제압하는 데는 실패하였다.

### 아이슬란드
사가들에 따르면, 아이슬란드는 페로제도 출신의 바이킹 나도드가 발견하였고, 그 이후에 985년 미발왕 하랄의 강압적 지배에서 도피한 노르웨이인들이 주로 정착하였다. 가혹하지만, 아이슬란드의 토양은 노르드인들에게 익숙한 목축 농업의 삶의 방식을 허락하였다. 붉은 에이리크에 관한 사가에선, 에리크는 아이슬란드에서 추방당하자, 서쪽으로 항해를 했고 그린란드를 발견했다고 한다.

### 크벤란드
중세 사료에서 크웬란드 (Cwenland), 캔란드(Kænland) 및 유사한 용어 등으로 알려진 크벤란드는 스칸디나비아와 페노스칸디아 지역에 대한 고대 명칭이다. 크벤란드에 대한 동시대 문헌은 9세기에 고대 영어로 쓰인 문서들의 것이며, 노르웨이인 탐험가이자 여행객인 오타르가 전한 정보들을 사용한다. 크벤란드 혹은 여기에 가까운 철자를 가진 것들이 북유럽 사료들에서도 알려져 있으며, 주로 아이슬란드의 것들이지만, 하나는 오늘날 노르웨이 지역에서 기록된 것일 수도 있다.
크벤란드를 논하고나 이와 관련한 철자를 사용한, 현재 남아 있는 모든 노르딕 문헌들은 12세기와 13세기의 것들이며, 그들 중의 일부는 최소한 과거에 쓰인 것을 교정한 것이라 여겨진다.

## 북유럽

### 에스토니아

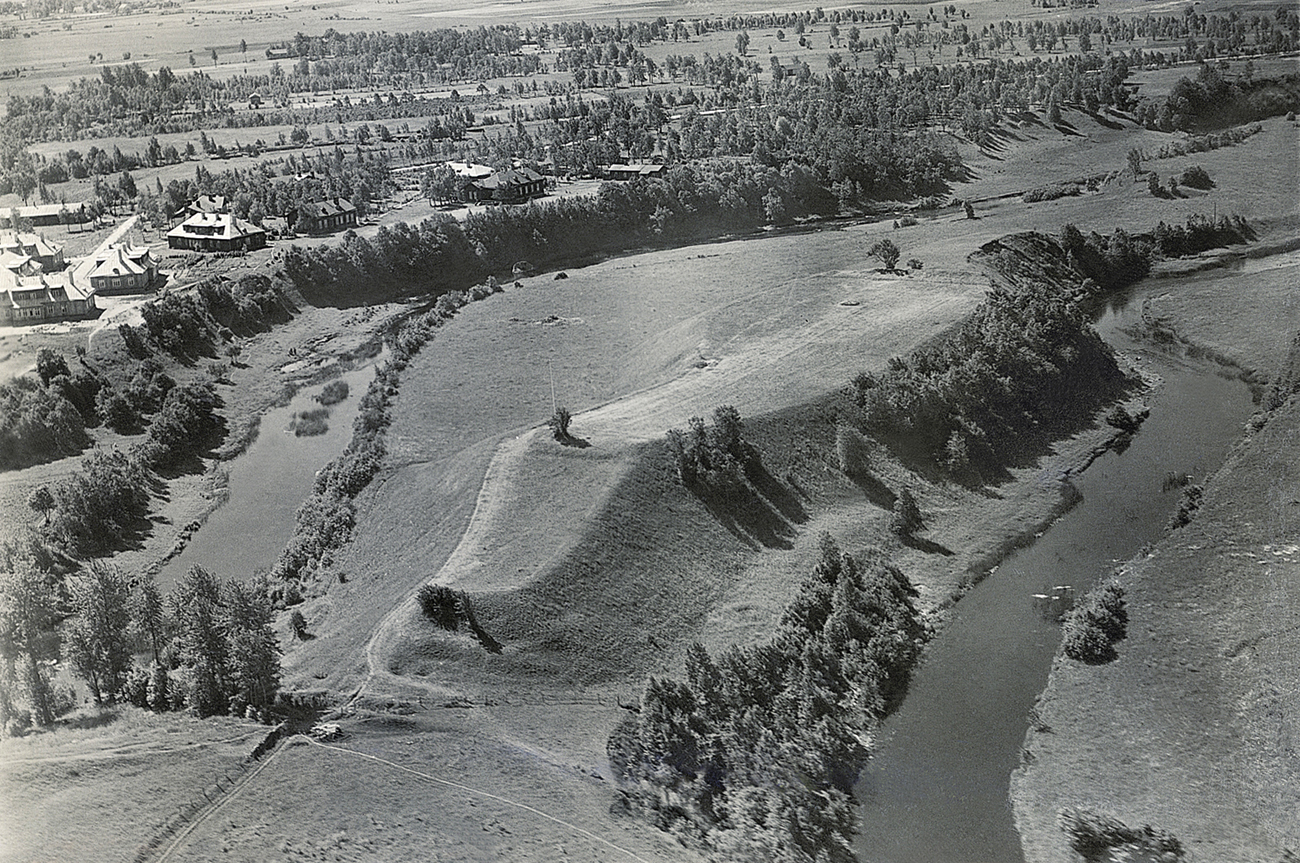
에스토니아 북부의 Iru 요새

에스토니아 북부와 서부 지역은 바이킹 시대 때 스칸디나비아 문화권에 속했다. 에스토니아는 바이킹 시대 기간에 통일된 국가가 아니었고, 고대 에스토니아 지역은 느슨하게 동맹을 맺은 지역들끼리 나뉘어 있었다. 에스토니아의 바이킹 시대는 에스토니아의 철기 시대 일부라 보통 여겨지며, 이 시기는 서기 400년경에 시작하여, 에스토니아의 바이킹들이 에리크 연대기에서 1187년에 시그투나를 약탈하였다고 기록된 직후인 서기 1200년경에 끝났다.
오늘날 에스토니아 지역에 있는 사회, 경제, 취락, 문화는 주로 고고학적 자료를 통해 연구된다. 이 시대는 급격한 변화의 시기였던 것으로 보인다. 에스토니아의 농민 문화가 바이킹 시대 말 무렵에 그 모습을 드러냈다. 에스토니아의 바이킹 시대 문화에 대한 전반적 이해는 현존하는 사료의 제한된 양 때문에 파편적이고 피상적인 것으로 여겨진다. 이 시기를 이해하는 데 주요 사료들은 이 시대의 농장 및 요새, 공동 묘지와 발굴된 많은 양의 유물들이다.
고대 에스토니아의 풍경은 수많은 구릉지 요새들이 특징이었고, 시간이 흘러 사레마섬에 있는 몇몇 구릉 요새들은 바이킹 시대 동안 그리고 12세기까지 극도로 요새화되었다. 사레마섬의 해안가에는 역사 이전기의 말기 혹은 중세 시기 항구 지역들이 다수 존재하지만, 국제 교역 중심지였을 만큼 충분히 커다란 곳들은 발견되지 않았다. 에스토니아 섬들은 또한 무기류와 장식품들을 지닌 바이킹 시대의 단독 및 집단 무덤들이 다수 존재하였다. 에스토니아 바이킹 시대 무덤에서 발견된 무기들은 북유럽과 스칸디나비아 지역들에 걸쳐서 발견되는 흔한 유형이었다.

### 쿠로니아인
쿠로니아인들은 호전적인 전사이자 뛰어난 실력의 선원, 해적들로 유명했다. 이들은 몇 차례의 전쟁에도 연관되었고 스웨덴, 덴마크, 아이슬란드의 바이킹들과 동맹이었다.
1157년경에 쓰인 Norna-Gests þáttr에 의하면, 750년경에 덴마크와 스웨덴의 전설적인 왕 시구르드 흐링그가 오늘날 스웨덴 남부 지역에 쳐들어온 쿠로니아인들과 크벤란드인들과 싸웠다고 전한다:
"시구르드 흐링그는 그곳에 없다, 그가 그의 땅 스웨덴 (Svíþjóð)을 지켜야 했기에, 쿠로니아인 (Kúrir)들과 크벤란드인 (Kvænir)들이 그곳을 공격했기에."
쿠로니아인들은 브라벨리르 전투에서 참전한 이들로 언급되었다.
그로빈 (그로비냐)은 벤델 시대 동안 쿠로니아인들의 핵심 중심지였다. 에길의 사가 제46장은 쿠를란드에서 바이킹들인 토롤프 (Thorolf)와 에길 스칼라그림손이 이끈 바이킹 원정을 묘사한다. 일부 의견에 따르면, 이들은 1187년에 스웨덴의 주요 도시인 시그투나에 대한 공격에 참여했다고 한다. 쿠로니아인들은 리가 및 바다 건너 스웨덴 동부와 고틀란드, 보른홀름섬에 임시 거점들을 구축했다.

## 동유럽
바랑기아인 (러시아어, 우크라이나어: варяги, 벨라루스어: варагі, 중세 그리스어: Βάραγγοι, Βαριάγοι)은 스칸디나비아인, 보통 스웨덴인들로, 주로 9세기와 10세기에 오늘날 러시아, 벨라루스, 우크라이나 등이 있던 곳을 통해 동쪽과 남쪽으로 이주한 이들이었다. 무역, 사략, 용병 활동들에 종사하던 이들은 수계와 가르다리키 육로 수송을 넘나 들며, 카스피해와 콘스탄티노플에 이르렀다.
동시대 잉글랜드의 문서들에서 일부 문맥에 초기 바랑기아인들에 대해 "바이킹"이라는 명칭을 사용하기도 했다.
바랑기아인이라는 용어는 스칸디나비아적 뿌리와 대부분이 단절된 채, 13세기까지 비잔티움 제국에서 사용이 되었다. 750년대에 알데이갸 (라도가)에 정착한 스칸디나비아 정착자들은 초기 루스인의 민족 집단 형성에 있어서 요소 중 하나였을 것이며, 루스 카간국 설립에도 역할을 미쳤을 것이다. 바랑기아인 (고대 동슬라브어로는 Варягъ)은 원초 연대기에서 859년에 슬라브 및 핀계 부족들한테 조공을 받았다라며 처음 언급된다. 이 시기는 북유럽에 대한 바이킹들의 급격한 팽창이 있던 때로, 잉글랜드는 889년에 데인겔드를 지불하기 시작했고, 그로빈의 쿠로니아인들은 동일한 시기에 스웨덴인들의 침입에 직면하였다.

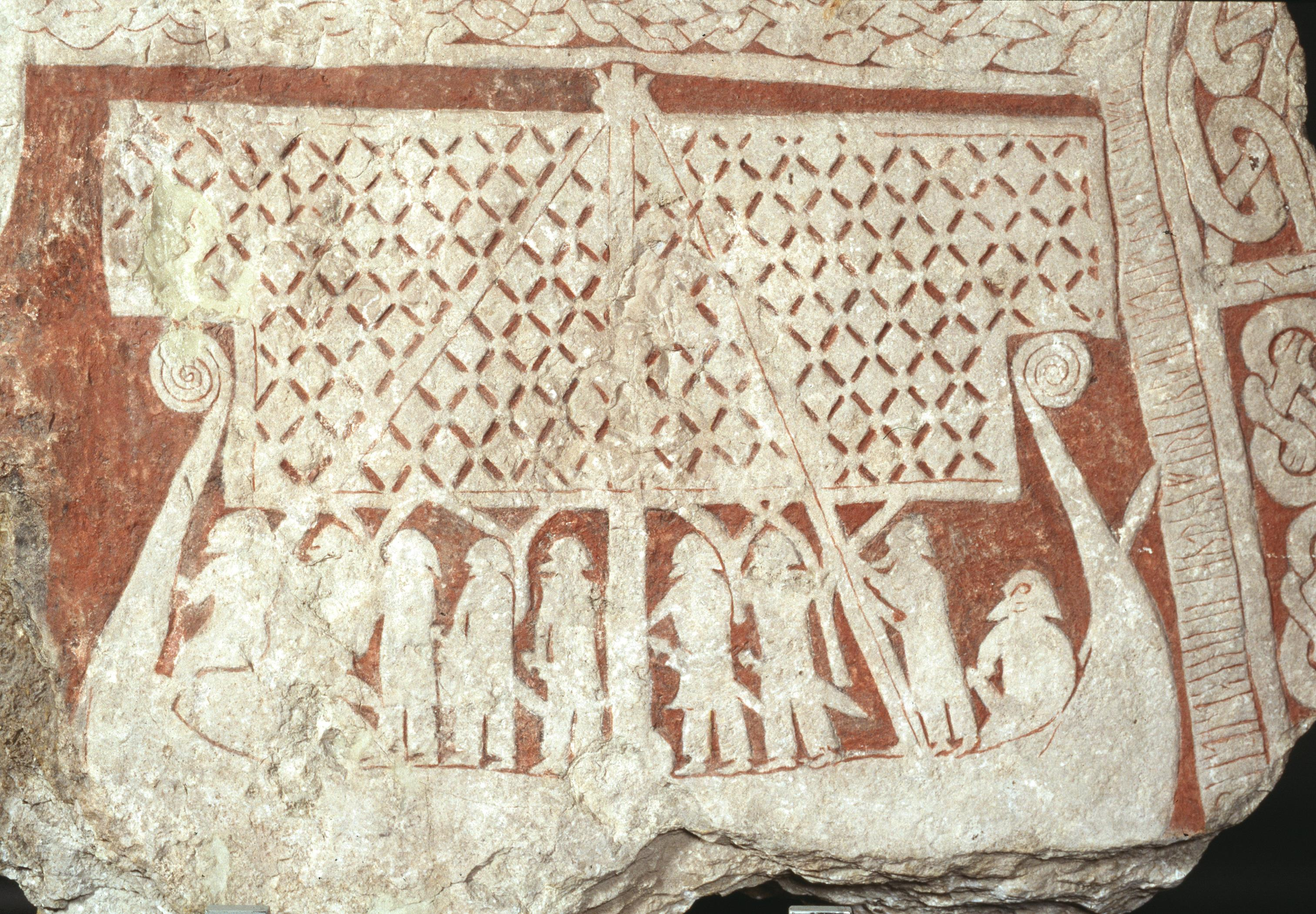
800–1099년의 스웨덴 솅비더 암각화 속 롱십.

862년에, 핀족 및 슬라브족계 부족들은 루스를 상대로 반기를 들어 이들을 스칸디나비아로 몰아냈으나, 곧 자기들끼리 내분에 휩싸였다. 이 무질서는 바랑기아인을 쫓아냈던 부족들이 "돌아와 다시 자신들을 다스려" 이 지역에 평화를 가져오도록 바랑기아인들을 다시 초청하도록 만들었다. 이는 바랑기아인들이 자신들이 다스리던 도시들을 수호하는 쌍무적 관계였다. 류리크와 그의 형제들인 시네우스와 트루보르가 이끄는, 초청된 바랑기아인들 (루스라고 불림')은 노브고로드 (홀름가르드) 주변에 정착하였다.
9세기에 루스인들은 러시아 북부 (가르다리키)와 중동 (세르클란드)를 연결했던 볼가강 무역로를 운영하였다. 9세기 말 무렵에 볼가강 무역이 쇠퇴함에 따라, 바랑기아인과 그리스인들을 연결한 드네프르강 무역로가 급속도로 번창하였다. 라도가와 노브고로드 외에 그뇨즈도보 및 고틀란드가 바랑기아인 무역에 있어 주요 중심지들이었다.
학계의 대다수 의견은 루스인들이 8세기 무렵에 현재의 스웨덴 중동부의 해안가에서 기원했다는 것이고, 이들의 이름이 스웨덴의 로슬라겐 (이곳의 옛 명칭은 로덴)과 같은 기원을 하고 있다는 점이다. 일반화된 이론에 의하면, 스웨덴에 대한 원시 핀란드어 명칭 (*Ruotsi)처럼 노젓기 항해가 동유럽 강들을 항해하는 데 주요 방법이었기에, ‘루스’라는 명칭은 "노를 젓는 사람" (rods-)에 대한 고대 노르드어 단어에서 전래했고, 일찍이 이 명칭이 알려졌을 때부터 로슬라겐 (Rus-law) 혹은 로덴 같은 스웨덴 해안 지역들과 연관지어질 수 있었다. 이에 따라 루스라는 명칭은 핀란드어와 에스토니아어로 각각 스웨덴을 나타내는 Ruotsi와 Rootsi에 대해 동일한 기원을 가졌을 것이다.  바랑기아인이라는 용어는 11세기부터는 보다 흔해졌다.
이 시기에, 스웨덴인 남성들은 비잔티움 제국의 바랑기아 호위대에 입대하기 위해 고향 땅을 떠났는데 이 숫자가 꽤나 많아서 베스테르예틀란드 지역의 중세 스칸디나비아 법률 베스티에탈라겐은 이런 이주를 막기 위하여 그리스 (스칸디나비아어에서 비잔티움 제국을 나타내는 말)에 머무는 동안 그 누구도 상속받을 수 없다고 선포하기도 했으며, 특히 키예프 루스 980–1060년, 런던 1018–1066 (티날리외) 이 두 곳의 다른 유럽 왕실에서 동시에 스칸디나비아인들을 고용했다.
노르망디와 브리튼제도에서 스칸디나비아의 영향력이 강했던 것과 대조적으로, 바랑기아 문화는 동유럽에서 많이 살아남지 못했다. 대신에 노브고로드와 키예프라는 강력한 두 도시국가들의 바랑기아 지배 계층들은 10세기 말 무렵에 완전히 슬라브화가 이뤄졌다. 그럼에도 노브고로드의 한 구역에서는 13세기까지 고대 노르드어가 사용되었다고 한다.

## 중앙유럽

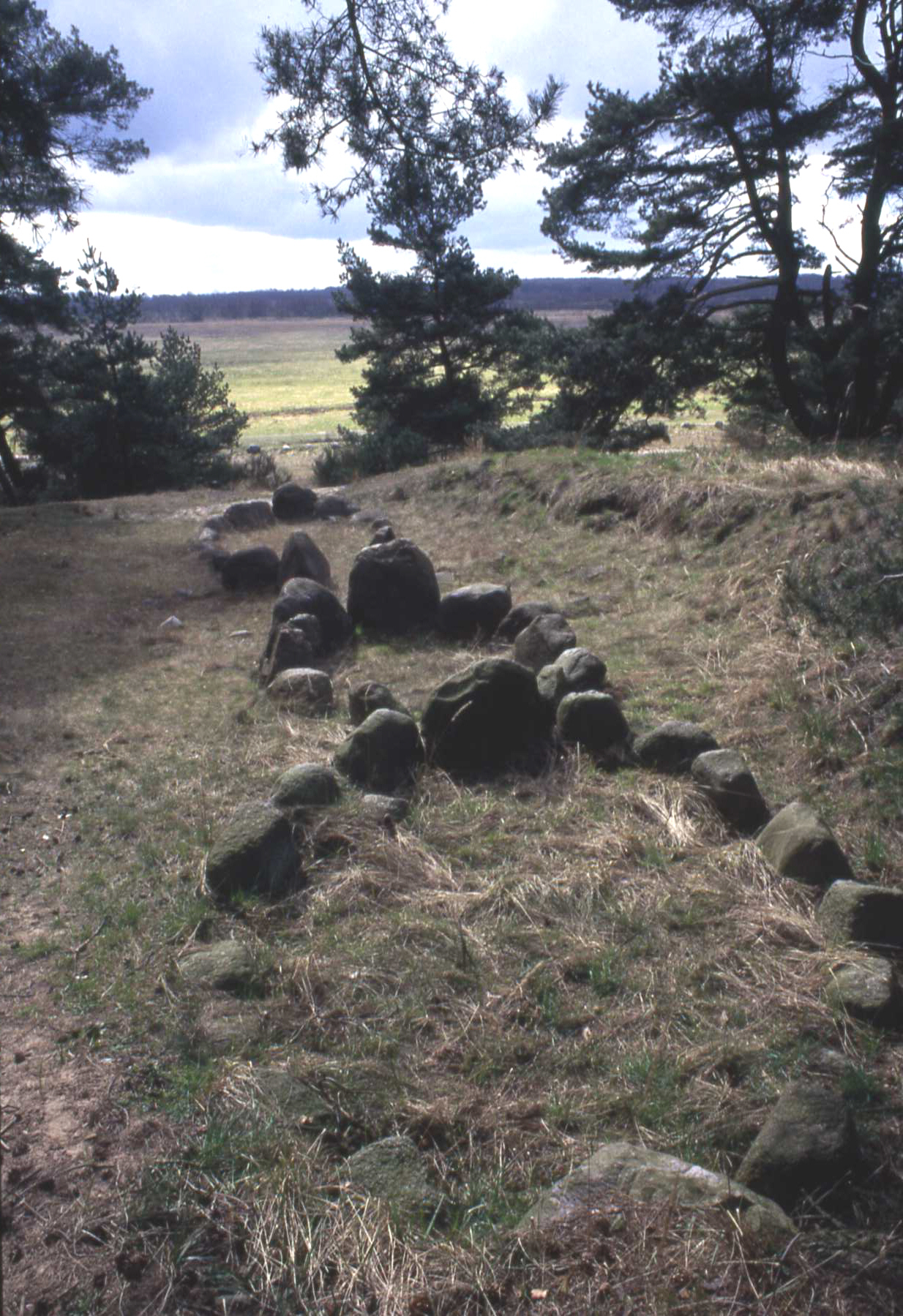
알테스 라거 멘츨린의 선상열석

바이킹 시대 스칸디나비아 취락들이 주로 교역을 목적으로 하여 발트해 남부 연안을 따라 조성되었다. 이 취락들의 등장은 이 지역들에서 슬라브 부족들의 정착 및 통합과 동시에 발생했다. 스칸디나비아인들은 이주한 이래로 슬라브인들과 접촉했고, 이들과 가까운 곳에 스칸디나비아의 엠포리움 및 슬라브의 버러 건설이 곧 잇달었다. 스칸디나비아 정착지들은 초기 슬라브의 정착지보다 컸고, 초기 슬라브인들에 비해서 스칸디나비아의 수공업자들은 상당히 높은 생산성을 지녔으며, 해양 관련 일을 할 수 있었다. 하지만 슬라브족 세계와 교역 중요성은 해안 지역과 해안가의 배후지에 한정되었다.
메클렌부르크 해안가의 스칸디나비아 취락에는 디어코프 (로스토크 인근), 그리고 비스마르만의 동부 해안에 있는 레리크가 있다. 레리크는 700년 무렵에 세워졌지만, 이후에 오보트리티족과 데인족 간의 전쟁이 벌어지자, 레리크의 상인들은 하이타부에 재정착하였다 디어코프는 8세기 말부터 9세기 초까지 번성하였다.
포메라니아 연안의 스칸디나비아 정착지에는 볼린 (볼린섬의 도시), 랄스비크 (뤼겐섬에 위치), 알테스 라거 멘츨린 (페네강 하류), 코워브제크 인근의 바르디-시비엘루비에가 있다. 멘츨린은 8세기 중엽에 세워졌다. 볼린과 랄스비크는 9세기 동안에 번창하기 시작하였다. 아르코나 근방에 상인들의 취락이 있을 것이라 제시되었지만, 어떠한 고고학적 증거도 이 이론을 뒷받침하지 않고 있다. 멘츨린과 바르디-시비엘루비에는 9세기 말에 사라졌고, 랄스비크는 1천년을 넘겼지만, 12세기의 이곳에 기록된 연대기에 따르면 이곳의 모든 중요성을 상실하였다. 전설상의 비네타 및 욤스비킹들의 본거지인 반전설적 욤스보르그와 동일하다고 생각되는 볼린은 12세기 데인족들의 침입으로 파괴되었다.
8-9세기의 스칸디나비아의 화살촉들이 메클렌부르크 연만 및 호수와 포메라니아 배후지 사이에서 발견되고 있으며, 스칸디나비아인들과 슬라브인 간의 전쟁 시기였음을 나타낸다.
스칸디나비아의 취락들이 발트해 남부 연안을 따라 트루소와 카우프 (구 프로이센), 그로빈 (라트비아 쿠를란트)에 존재했다.

## 서유럽과 남유럽

### 프랑스
프랑스의 노르망디 지역은 '북쪽의 사람들'을 뜻하는 '노르만니족'(Normanni)라 불리던 바이킹 침입자들한테서 이름이 붙여졌다.
최초의 바이킹들의 공격은 790년과 800년 사이 프랑스의 서부 연안을 따라 이뤄졌다. 바이킹들이 스칸디나비아에서 겨울을 쇠기에 침입은 주로 여름에 일어났다. 일부 해안 지역에선 경건왕 루이 집권기(814–840년)에 프랑키아에 패하기도 했다. 그렇지만 바이킹들은 프랑크인들이 롱스보에서 두 차례 패한 뒤에 프랑크 왕들이 내버려두었던 곳인 프랑키아 남서쪽 (가스코뉴)에 자신들의 첫 정착지를 이루는 데 경건왕 루이 사망 후에 야기된 왕가 간의 분쟁을 이용하였다. 840년의 바이킹 침입은 루앙과 쥐미에주에 심각한 피해를 입혔다. 바이킹 침입자들은 수도사들의 자기 방어 능력 부족을 고려할 때 손 쉬운 사냥감인 수도원들에 보관되던 재산들의 탈취를 하려 했다. 845년에 한 바이킹 원정대가 센강을 거슬러 올라 파리에 도달했다. 주화들이 주조되거나 일상적으로 교역에 사용되지 않는 아일랜드 리머릭 지역의 Mullaghboden에서 1871년에 발견된 대략 847년경의 카롤링거 드니에르의 존재는 843–846년 시기 침입의 약탈을 나타낸다.
그러나, 885년부터 886년까지 파리의 외드 (Eudes de Paris)는 바이킹 침입자들에게서 파리를 방어하는 데 성공해냈다. 그의 군사적 성공은 그가 카롤링거 왕조를 대체하게 해주었다. 911년에, 한 바이킹 무리가 샤르트르를 점령하려 했으나 프랑스의 로베르 1세에게 패하고 만다. 로베르의 성공은 이후에 롤로의 세례 및 노르망디 정착에 대한 토대를 닦았다. 롤로는 단순왕 샤를과 생클레르쉬레프트 조약 채결 합의에 이르렀으며, 이 조약에 따라 샤를은 롤로에게 루앙과 현재의 오트노르망디 지역을 내주고, 노르망디 공작령을 설치하였다. 그 대가로 롤로는 940년에 샤를에게 충성을 맹세했고, 세례를 받기로 했으며, 추가적인 바이킹의 공격에서 센강 어귀를 지키로 약속하였다. 롤로의 세례식 중에, 로베르 1세가 롤로의 대부 자격으로 함께  있었다. 노르망디 공작령은 프랑스 북부의 영토들을 더 합병해내며, 본래 샤를과 협의했던 노르망디의 영역을 늘렸다.
996년에 노르망디의 리샤르 1세 (별칭 용담공 리샤르, Richard sans Peur)의 재위가 끝날 무렵에, Cambridge Medieval History (Volume 5, Chapter XV)에 따르면, 노르망디에 있는 모든 바이킹의 후손들은 '기독교인이 된 것뿐만 아니라 근본적으로 프랑스인이 되었다.' 고 한다. 중세 동안에, 노르만인들은 서유럽의 가장 강력한 봉건 국가 중 하나를 세웠다. 노르만인들은 11세기에 잉글랜드와 이탈리아 남부를 정복해냈고, 십자군 전쟁에서도 중대한 역할을 했다.

### 이탈리아
노르만 수도승 생캉텡의 뒤도의 기록에 따르면, 860년에 아마 뵤른 야른시다와 하스타인이 이끄는 바이킹 함대가 루니라는 리구리아 항구 도시에 상륙하여 약탈을 하였다고 한다. 그 뒤에 이들은 아르노강 하구 쪽으로 토스카나 해안가 60마일을 내려가 피사를 약탈하였고, 그러고 나서 강을 거슬러 올라, 피렌체 위쪽에 있는 구릉지 도시인 피에솔레 역시도 약탈하였다.
많은 잉글랜드, 덴마크, 바랑기아 용병들이 이탈리아 남부에서 활동했으며, 이 중에는 하랄드 하르드라디, 1038년과 1040년 사이에 시칠리아 일부를 정복해낸 오트빌의 기욤 1세, 노르만의 이탈리아 남부 정복 시기에 활동한 에드거 애설링이 있었다. 스웨덴에는 남부 이탈리아에 대한 고대 노르드어 명칭인 랑바르들란드 (Langbarðaland, 랑고바르드족의 땅)에서 죽은 이들을 추도하는 룬석들이 세워져 있다.
몇몇 앵글로-덴마크 및 노르웨이 귀족들은 1086년에 잉글랜드를 떠났던 에드거 애설링, 시칠리아에서 아랍인들과 싸운 후 별칭 (스카케, 굽은 머리를 의미)을 얻은, 야를 엘링 스카케처럼 노르만의 이탈리아 남부 정복에 참여했다. 한편, 정복왕 윌리엄을 피해 달아난 앵글로-덴마크 반군들이 이탈리아 남부에서 풀리아 공작 로베르 기스카르와 분쟁을 겪는 비잔티움 측에 합류하기도 했다.

### 스페인

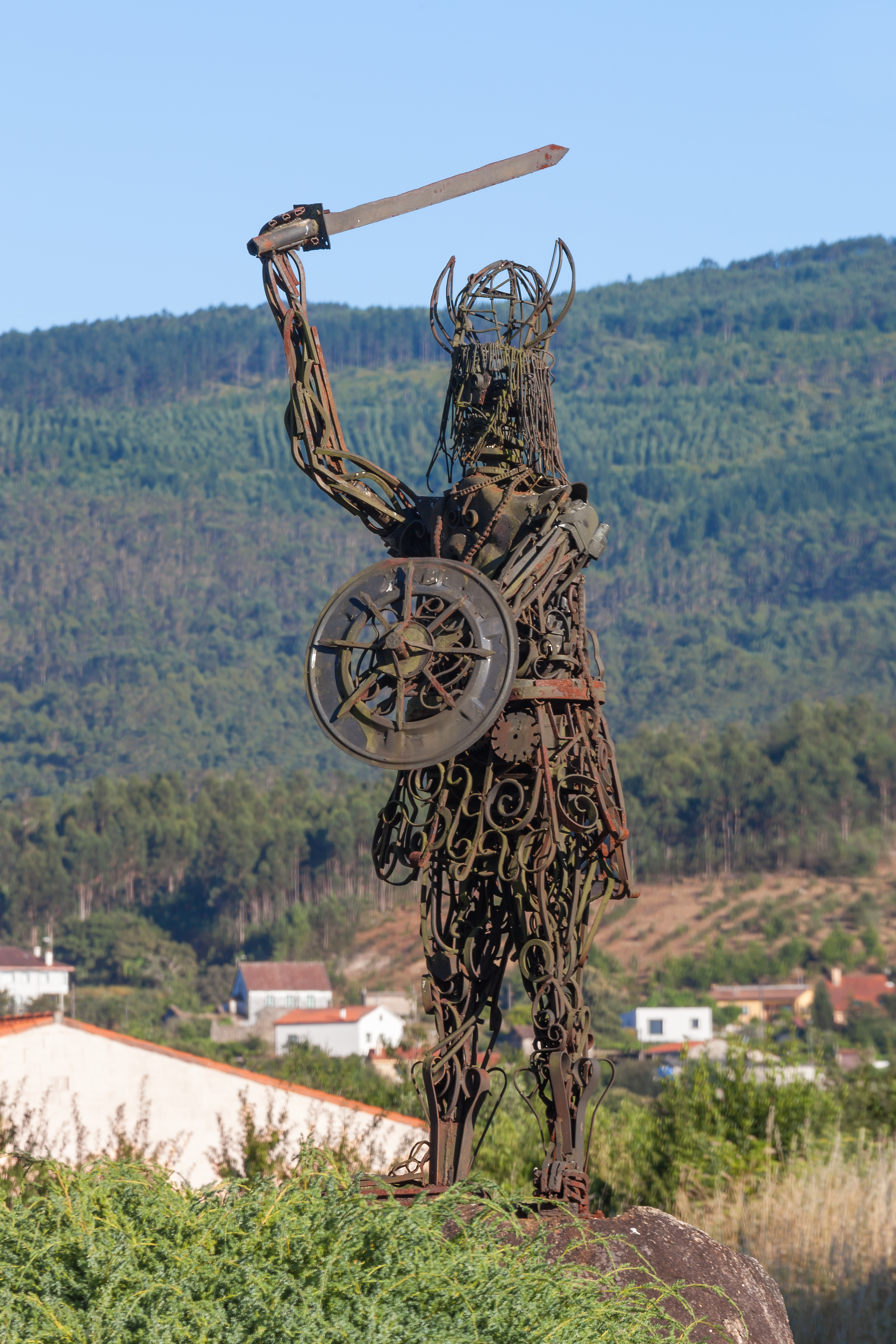
바이킹들의 침입을 기념하는 스페인 갈리시아의 카토이라 지역의 기념상

842년 이후, 바이킹들은 루아르강 하구에 있는 영구 거점을 출발하여, 이들은 스페인 북부만큼 먼 곳까지 침입할 수 있었다. 이들은 844년에 카디스를 공격했다. 이들의 침입 중 어느 경우엔, 아스투리아스나 코르도바 군대에 격퇴당하기도 했다. 이때 격퇴당한 바이킹들은 모든 히스파니아의 기독교 왕국들에서 히스파니아화되었고, 반면에 알안달루스에서는 자신들만의 정체성과 문화를 유지했다.
1015년에, 한 바이킹 함대가 미뇨강으로 진입하여 주교 관리 도시 투이 (갈리시아)를 약탈했는데, 1070년까지 신임 주교가 이곳에 임명되지 않았다.

### 포르투갈
844년에 많은 수의 드라카르들이 '마르 다 팔랴' (Mar da Palha, 타구스강의 하구이며 지푸라기의 바다라는 의미)에 나타났다. 바이킹들은 공성전을 벌여 리스본 (당시에 무슬림들의 통치 하에 있던 도시였고 라슈부나라고 불렸다.)을 정복했다. 알라 이븐 하즘(Alah Ibn Hazm)과 도시 거주민들의 저항이 이어지자, 이들은 13일 뒤에 떠났다. 966년에 리스본에 또 다른 공격이 있었으나 성공을 거두지는 못 했다.

## 북미

### 그린란드

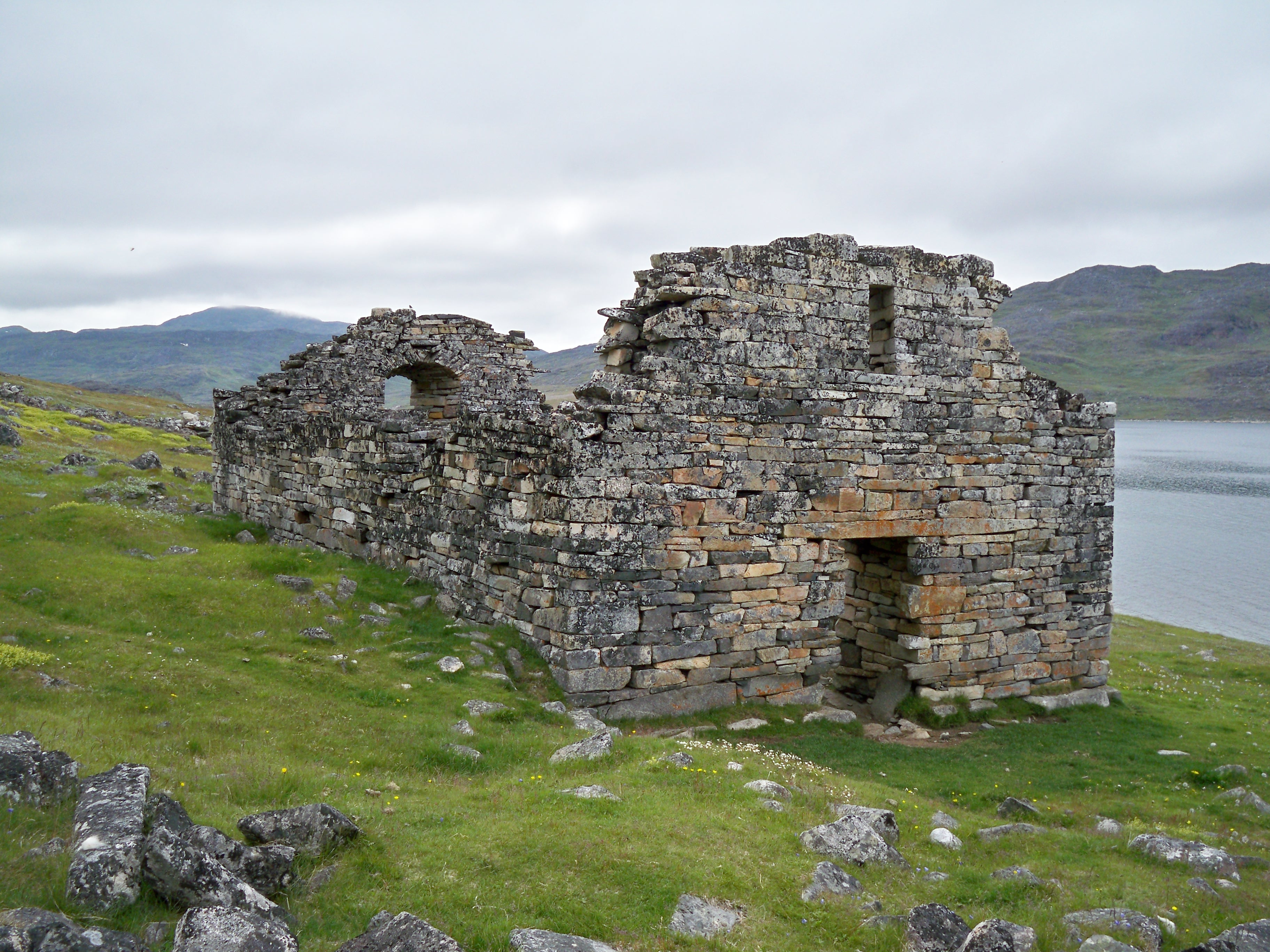
그린란드의 노르드인들에 관한 마지막 기록은 흐발시 교회에서 열린 1408년의 결혼식이다.

그린란드의 바이킹 시대 취락들은 그린란드 남부와 서부의 피오르드에 세워졌다. 이 취락들은 대략 650km를 따라 뻗어 있는 서부 해안에 세 곳에 떨어져 있는 지역들에 조성되었다. 가혹하지만, 피오르드를 따라 있는 미기후는 1400년 무렴 소빙하기로 기후가 악화되기 전까지 아이슬란드와 유사한 목축 생활 방식을 하게 해주었다.
- 에위스트리뷔그드: 대략 450여 개의 농장 흔적들이 이곳에서 발견되었다. 붉은머리 에리크는 에위스트리뷔그드의 브라타흘리드에 정착했다.
- 이위투트: 오늘날의 이비그투트이며 대략 20개의 농장으로 구성되었다.
- 베스트리뷔그드: 오늘날의 누프 캉게르루아에 있었고, 12세기 이전에 세워졌다. 고고학자들이 대대적인 발굴을 진행해오고 있다.

### 북미 대륙 본토
986년경에 노르웨이의 바이킹 왕들인 뱌르니 헤룔프손, 레이프 에이릭손, 그리고 그린란드의 토르핀 카를세프니는 크리스토퍼 콜럼버스보다  500년 앞서 북아메리카 본토에 도착했고, 이들이 빈란드라 부르던 곳에 정착하려 했다. 이들은 랑스 오 메도즈 인근인 오늘날 뉴펀들랜드섬의 북서쪽에 있는 반도에 조그마한 정착지를 세웠다. 원주민들과 분쟁 및 그린란드에서 지원 부족으로 빈란드 정착지는 몇 년 만에 끝나고 말았다. 이때의 유적지는 현재 유네스코 세계문화유산이다.